# Hòa Mỹ, Phụng Hiệp
Hòa Mỹ là một xã thuộc huyện Phụng Hiệp, tỉnh Hậu Giang, Việt Nam.

## Địa lý
Xã Hòa Mỹ nằm ở trung tâm huyện Phụng Hiệp, có vị trí địa lý:
- Phía đông giáp các xã Long Thạnh, Phụng Hiệp, Tân Long
- Phía tây giáp thị trấn Kinh Cùng và xã Hòa An
- Phía nam giáp thị trấn Cây Dương và xã Hiệp Hưng
- Phía bắc giáp các xã Bình Thành, Tân Bình, Thạnh Hoà.

Xã Hòa Mỹ có diện tích 49,86 km², dân số năm 2022 là 16.574 người, mật độ dân số đạt 332 người/km².

## Hành chính
Xã Hòa Mỹ được chia thành 12 ấp: 3, 4, 5, 6, Long Trường, Mỹ Hiệp, Mỹ Phú, Mỹ Phú A, Mỹ Thành, Mỹ Thành A, Tân Long, Thạnh Mỹ C.

## Xã hội

### Giáo dục
- Trường THCS Hòa Mỹ
- Trường Tiểu học Hòa Mỹ 1
- Trường Tiểu học Hòa Mỹ 2
- Trường Mẫu giáo Hòa Mỹ

### Y tế
Trạm y tế xã Hòa Mỹ: Ấp Mỹ Phú A.